# Eldrine
Eldrine é um grupo de rock georgiano. O grupo é constituído por Sophio Toroshelidze (cantora), Mikheil Chelidze (guitarra), Irakli Bibilashvili (baixo), David Changoshvili (baterista), Tamar Shekiladze (sintetizador), Beso Tsikhelashvili (DJ).
Vencedores da final nacional georgiana a 19 de Fevereiro de 2011, representaram a Geórgia no Festival Eurovisão da Canção 2011 com a canção "One more day" que se classificou a 9º lugar.

## Discografia

### Álbuns
- Fake Reality (2011)

### Singles
- Haunting (2010)
- One More Day (2011)